# (73558) 2567 P-L
(73558) 2567 P-L – planetoida z pasa głównego asteroid okrążająca Słońce w ciągu 4,78 lat w średniej odległości 2,84 j.a. Odkryta 24 września 1960 roku.